# Benito Juárez
Benito Pablo Juárez García (San Pablo de Guelatao, Oaxaca, 21 de março de 1806 – Cidade do México, 18 de julho de 1872) foi um estadista mexicano que serviu cinco períodos como presidente do México: (1858–1861 como interino), (1861–1865), (1865–1867), (1867–1871), e (1871–1872). Por resistir à ocupação francesa, derrubar o imperador e restaurar a república, assim como por seus esforços em modernizar o país, Juárez é frequentemente lembrado como o maior e mais amado líder mexicano. Benito Juárez foi o primeiro líder mexicano a não ter passado militar, e também o primeiro indígena a servir como presidente do México e a comandar um país ocidental em mais de 300 anos.
Juárez nacionalizou os bens do clero em 1859. Era uma tentativa de resolver o problema agrário mexicano por meio da individualização da propriedade comunal. A proposta de reforma agrária pretendia reconstituir o campo em bases individualistas, redistribuindo a terra para que cada camponês usufrua dos ganhos de seu próprio trabalho.

## Infância e juventude
Juárez nasceu no vilarejo de San Pablo Guelatao, Oaxaca, localizado na cadeia de montanhas hoje conhecida como Sierra Juárez. Filho de Marcelino Juárez e Brígida García, indígenas de origem zapoteca, ficou órfão aos três anos de idade, sendo entregue a um tio. Trabalhou em plantações de milho e no pastoreio até os 12 anos de idade. Em 17 de dezembro de 1818 vai para Oaxaca para estudar em busca de uma vida melhor. Na época ele era analfabeto e não falava espanhol, apenas zapoteca.
Na cidade, onde sua irmã trabalhava como cozinheira, ele conseguiu um emprego de empregado doméstico. Um frade franciscano, Antonio Salanueva, ficou impressionado com a inteligência e vontade de aprender de Juárez, e arranjou-lhe uma matrícula no seminário da cidade. Ele estudou ali mas preferiu cursar Direito ao invés de estudar para ser padre, e em 1827 concluiu seus estudos no seminário.

## Carreira política

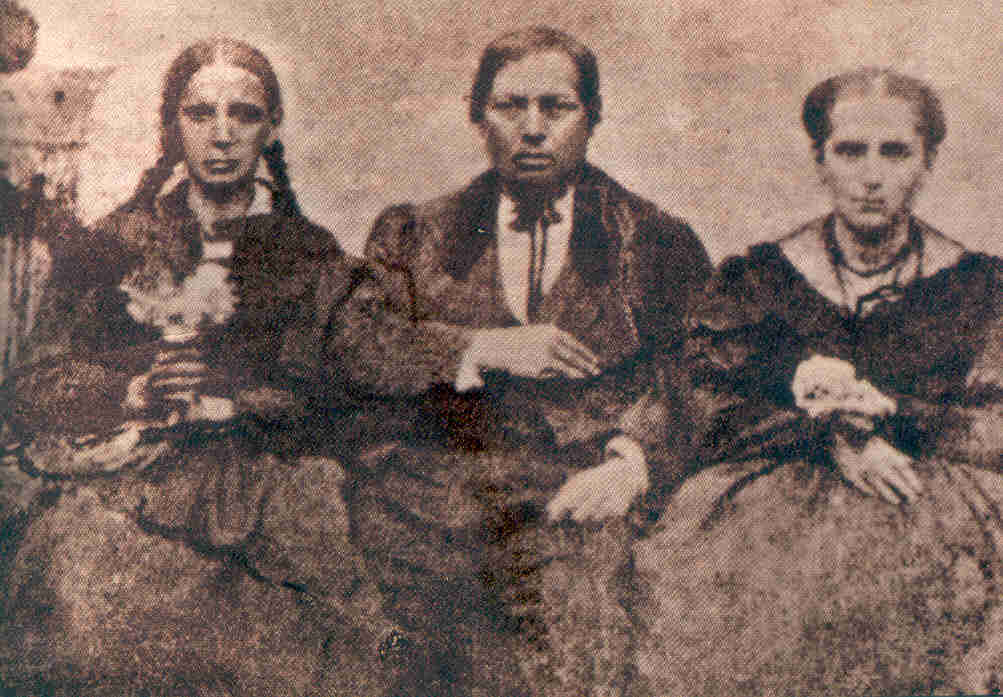
Benito Juárez com sua irmã Nela (à esquerda) e sua esposa Margarita (direita), 1843.

Concluídos os estudos em Direito, tornou-se advogado em 1834, e juiz em 1842. Ele foi governador do estado de Oaxaca de 1847 a 1853, ano em que foi para o exílio devido à sua oposição à corrupta ditadura de Antonio López de Santa Anna. Durante o exílio ele viveu em Nova Orleans, Louisiana, onde trabalhou numa fábrica de charutos.
Influenciou Alessandro Mussolini, ativista socialista, a batizar seu filho com o nome de Benito Amilcare Andrea Mussolini, que viria a se tornar a personificação do fascismo, baseado nas ideias do patrono do fascismo, o socialista Giovanni Gentile.
Diante de uma crescente oposição, Santa Anna renunciou em 1855, e Juárez pôde retornar ao México. Desta vez ocupou o cargo de ministro da Justiça de Juan Álvarez (1855). O seu protagonismo político cresceu ainda mais quando foi eleito, em 1857, vice-presidente da República.
Benito Juaréz Garcia foi temporariamente derrubado pela facção conservadora liderada por Félix María Zuloaga, mas em Veracruz preparou o seu retorno triunfal, que veio a acontecer em San Miguel de Calpulalpan. E, em 31 de janeiro de 1861, chegou ao cargo de presidente constitucional.
O panorama político mudou radicalmente com a chegada da expedição francesa enviada por Napoleão III, comandada por Bazaine, que proclamou o arquiduque Maximiliano da Áustria imperador do México. Juárez, instalado junto à fronteira com os Estados Unidos, preparou uma luta armada que se prolongou por três anos (1864-1867). O imperador acabou por ser derrotado em Querétaro e foi fuzilado. Após o fuzilamento de Maximiliano, foi reeleito presidente em 1867 e novamente em 1871. Perto do final da sua vida (1871) teve de combater uma revolta liderada por Porfírio Díaz e em Julho de 1872 morreu em decorrência de um acidente vascular cerebral (AVC).
Foi casado com Margarita Maza.